# Arsenali medicei
Gli Arsenali Medicei sono un insieme di edifici cinquecenteschi che sono stati dedicati alla costruzione navale. Si trovano ubicati sul lungarno pisano, in Toscana.
Costruiti nei pressi dell'antica area della Terzanaia, oggi conosciuta come Cittadella, si tratta di una evoluzione rispetto agli arsenali repubblicani già presenti. Oggi ospitano il Museo delle navi antiche di Pisa.

## Storia
Realizzato su disegno di Bernardo Buontalenti, l'edificio è stato costruito durante gli anni di potere di Cosimo I (1537-1574) come parte della sua ampia politica di riorganizzazione territoriale dopo la caduta di Pisa nel 1509.

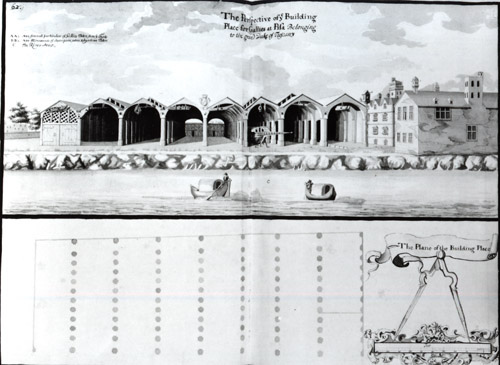
Pianta e prospetto degli arsenali medicei in un disegno di Edmund Dummer, 1682-1685.

Il complesso è composto da otto navate impostate su archi poggianti. Già aperti prima del 1540, i cantieri sono subito stati attivi con la produzione delle galee, alimentati da ordini dal porto di Livorno e dell'Ordine dei Cavalieri di Santo Stefano.
Sul retro, nel giardino condiviso col vecchio convento di San Vito, era in passato presente il primo orto botanico universitario, attivo dal 1544 al 1563 chiamato "Il Giardino dei Semplici" e successivamente trasferito nella sua sede attuale.
Nel XVII secolo, il suo sviluppo è ostacolato dalla costruzione di nuovi arsenali concorrenti situati a Livorno e Portoferraio oltre che da una differente politica marittima. Nel secolo successivo, continua la sua attività mediante ordini privati fino al XIX secolo, quando sotto i Lorena gli arsenali diventano la sede di una scuderia reale.
Durante la seconda guerra mondiale, tutta la zona subisce i bombardamenti aerei e una delle sue navate è distrutta.
Dopo un restauro della struttura iniziato nel 2013, gli Arsenali Medicei ospitano il museo aperto al pubblico nel 2019 sulle navi antiche scoperte dell'area della stazione di Pisa San Rossore.